# Công viên lịch sử Żuławy ở Nowy Dwór Gdański
Công viên lịch sử Żuławy ở Nowy Dwór Gdański, trước đây là Bảo tàng Żuławy (tiếng Ba Lan: Żuławski Park Historyczny w Nowym Dworze Gdańskim, dawniej: Muzeum Żuławskie) là một bảo tàng tọa lạc tại số 17 Phố Kopernika, Nowy Dwór Gdański, Ba Lan. Bảo tàng do Hiệp hội Câu lạc bộ Nowodworski của Những người yêu thích Nowy Dwór Gdański điều hành.

## Lược sử hình thành

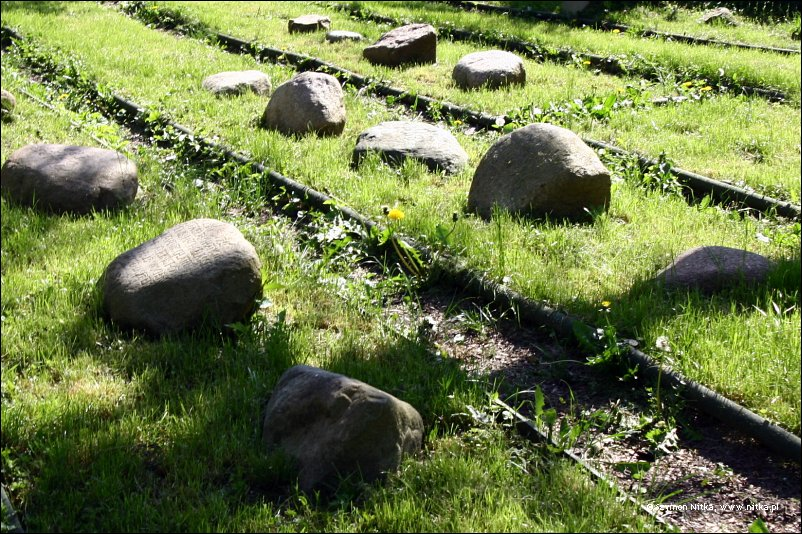
Nghĩa trang của 11 ngôi làng ở Cyganek

Trụ sở chính của Công viên lịch sử Żuławy ở Nowy Dwór Gdański trước đây là một nhà máy pho mát, được xây dựng vào năm 1902. Năm 1993, theo sáng kiến của Câu lạc bộ Nowodworski, Bảo tàng Żuławy được thành lập trong tòa nhà này, và Bảo tàng chính thức mở cửa đón công chúng vào tháng 6 năm 1994.
Năm 2009, được sự hỗ trợ tài chính của Liên minh Châu Âu, chính quyền địa phương bắt đầu xây dựng lại Bảo tàng nhằm phục vụ các mục đích văn hóa và du lịch. Năm 2010, dự án này được đặt tên là Công viên Lịch sử Żuławy.
Công viên lịch sử Żuławy ở Nowy Dwór Gdański cũng bao gồm các cơ sở ngoại khu:
- Lapidarium (một nơi mà bia đá và các mảnh vỡ của tâm khảo cổ được trưng bày) của Nghĩa trang của 11 ngôi làng ở Żelichów-Cyganek (từ thế kỷ 17)
- Đội tàu của Câu lạc bộ Nowodworski, bao gồm các tàu sông: một tàu tuần tra-lai dắt và một tàu tuần tra "Striż"

## Giờ mở cửa
Công viên lịch sử Żuławy ở Nowy Dwór Gdański hoạt động quanh năm, mở cửa tất cả các ngày trong tuần trừ thứ Hai.